# Борго Канделоза (Ферара)
Борго Канделоза (итал. Borgo Candelosa) је насеље у Италији у округу Ферара, региону Емилија-Ромања.
Према процени из 2011. у насељу је живело 58 становника. Насеље се налази на надморској висини од 0 м.